# Meeldauw
Meeldauw is een dunne, oppervlakkige schimmelaantasting van planten waarbij op diverse plantendelen een wit of grijs schimmelpluis gevormd wordt.
Er wordt een onderscheid gemaakt tussen echte meeldauw en valse meeldauw. Echte meeldauw vormt een schimmelpluis op de bovenkant van het blad en valse meeldauw op de onderkant van het blad. Valse meeldauw komt onder andere voor bij sla en komkommer. Echte meeldauw (Erysiphe graminis) bij granen met diverse gespecialiseerde vormen (forma specialis) aangepast aan de verschillende graansoorten, komt veel voor.
Er zijn voor de particulier selectieve, biologische bestrijdingsmiddelen verkrijgbaar in tuinwinkels, die zijn bereid op basis van zwavel.

## Biologie
Echte meeldauw heeft als enig organisme (voor zover bekend) 2 unieke eigenschappen in de biologie:
- het kan (waarschijnlijk) direct stikstof uit de lucht opnemen zonder dat het eerst (o.a. door bacteriën) in stikstofverbindingen (voornamelijk nitraten en nitrieten) wordt omgezet.
- het bezit als enig organisme een enzym dat L-Glucose kan afbreken. Waarom is niet duidelijk. In de natuur komt alleen D-Glucose voor.

## Varia
In de film Interstellar zorgt meeldauw dankzij de unieke eigenschap stikstof direct uit de lucht te halen en hiermee verbindingen met zuurstof aan te gaan dat vrijwel alle (eetbare) vegetatie hiermee besmet is. Hierdoor ontstaat er zowel een voedseltekort als dreigend zuurstoftekort. Om te overleven moet de mensheid op zoek naar een andere planeet.

## Afbeeldingen

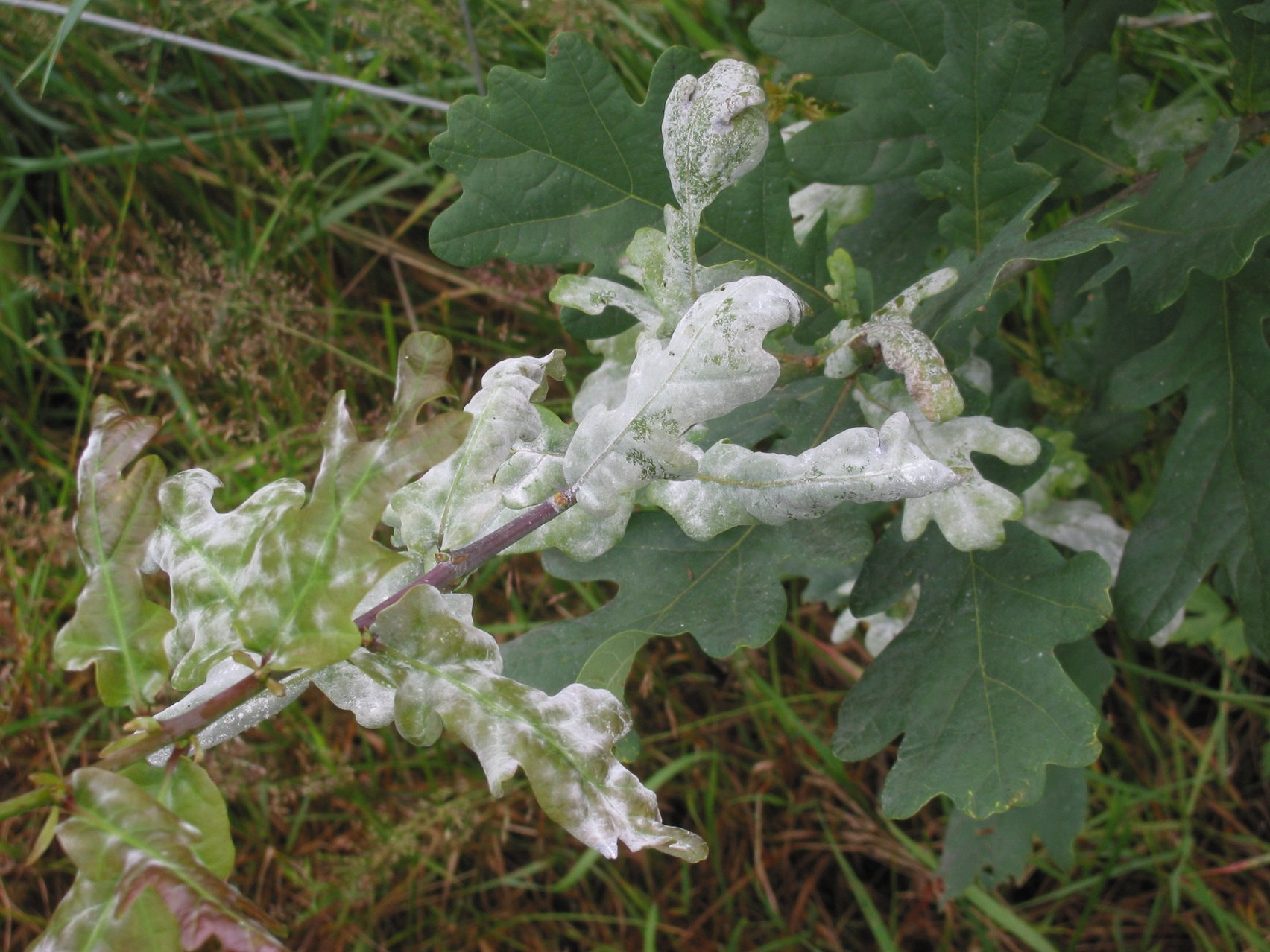
Meeldauw (Microsphaera alphitoides) op zomereik
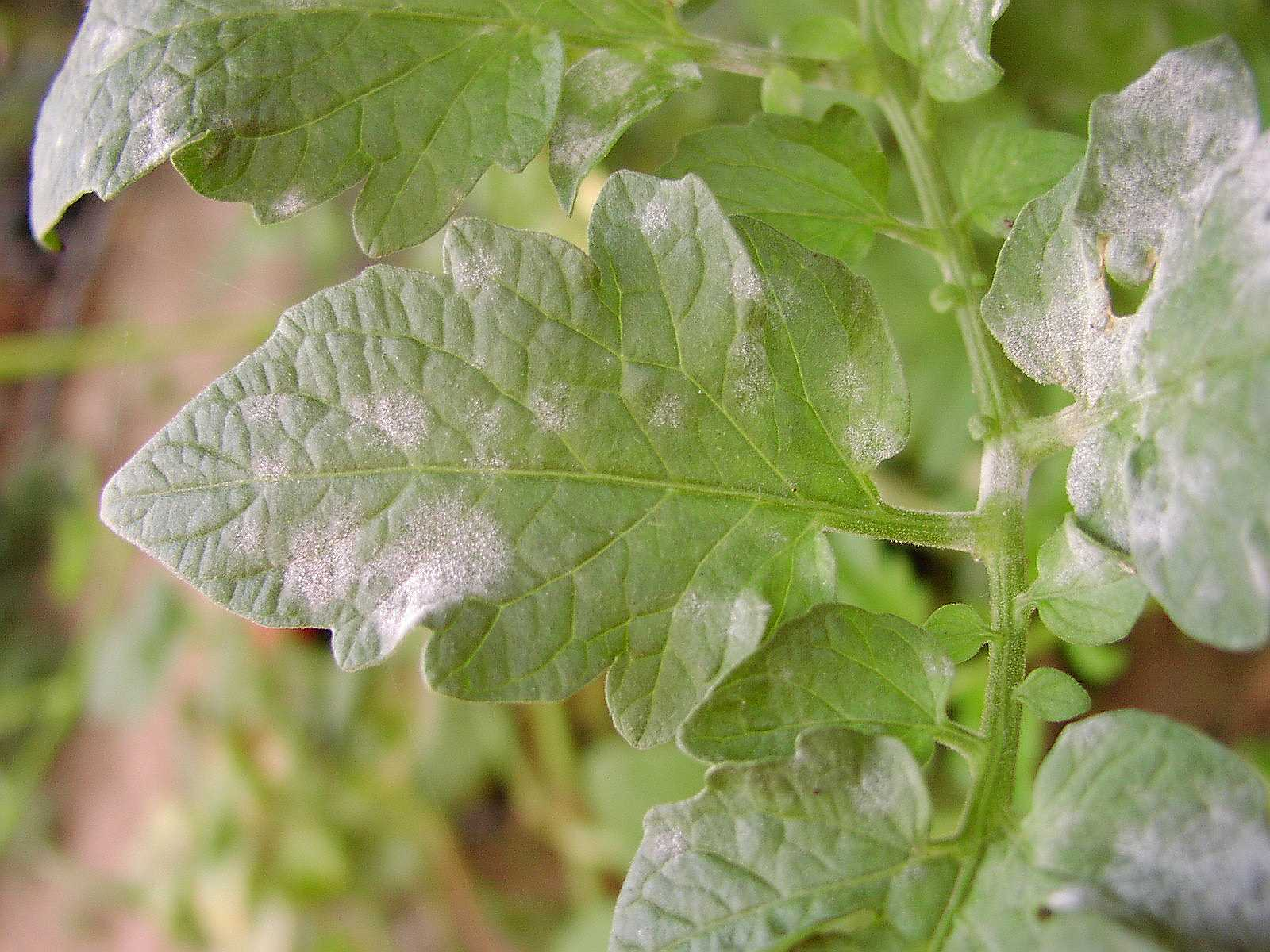
Meeldauw (Oidium lycopersici) op tomaat
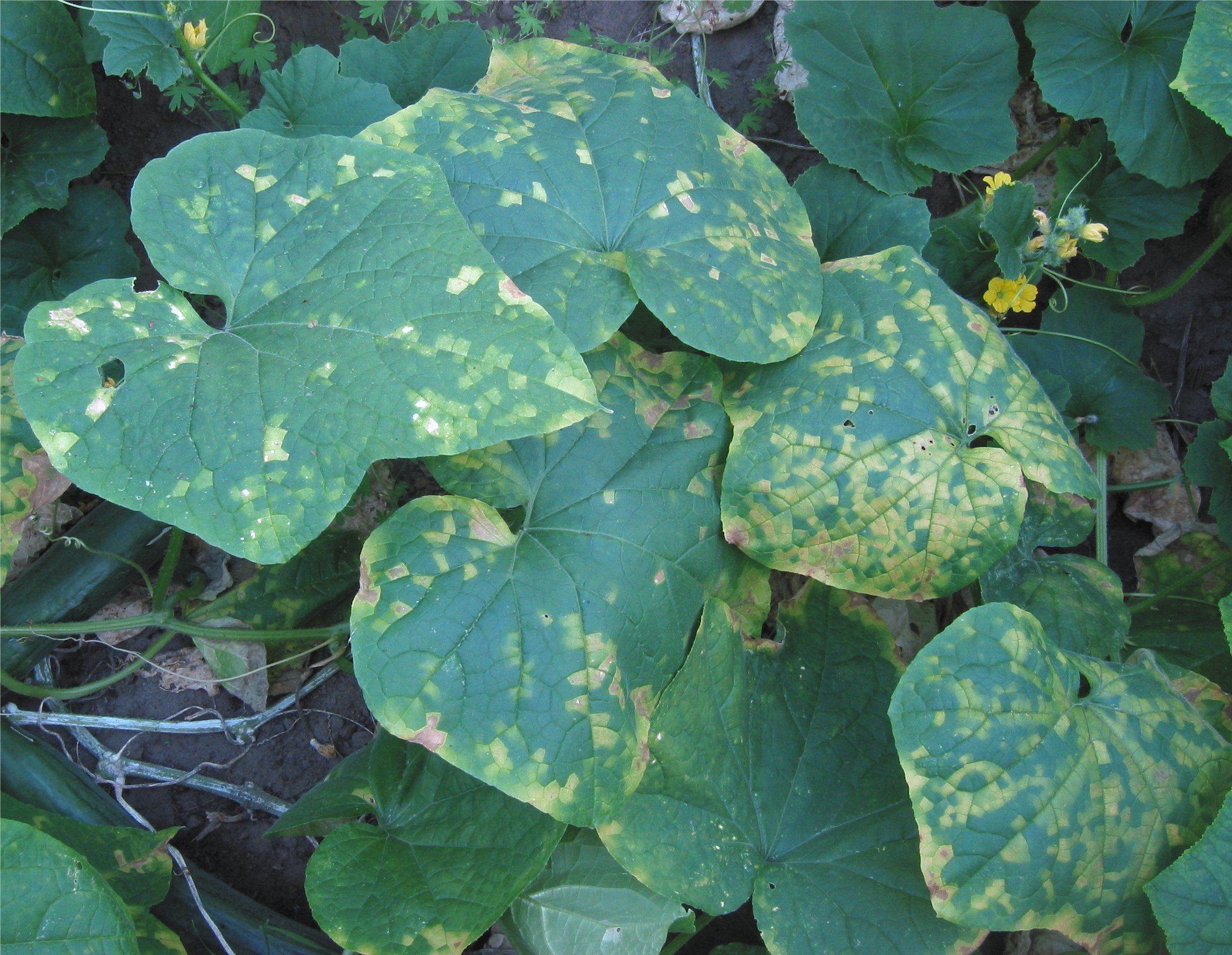
Valse meeldauw op komkommer (bovenkant blad)
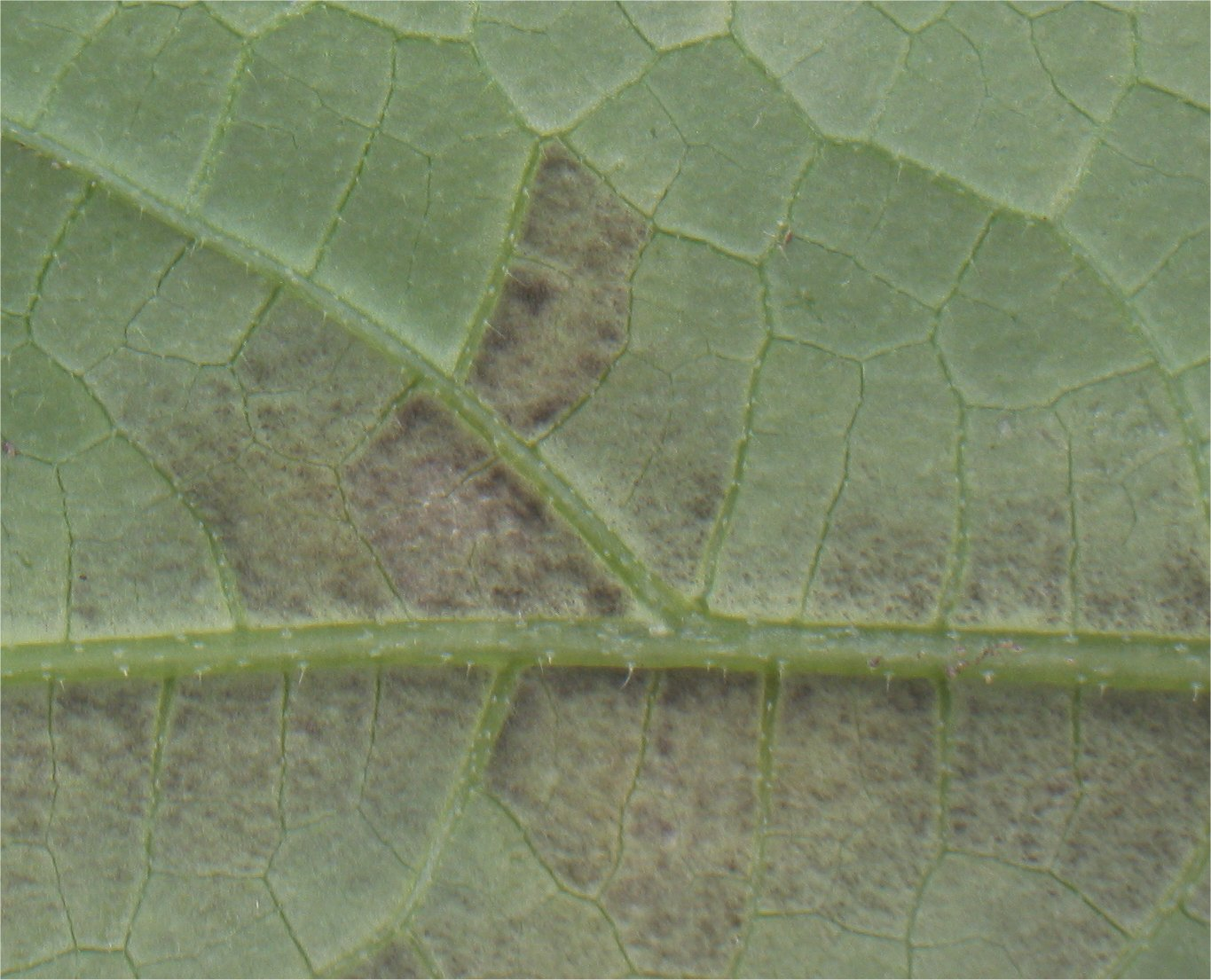
Valse meeldauw op komkommer (onderkant blad met schimmelpluis)